# Elisabeth Decrey Warner
Elisabeth Decrey Warner (* 16. Oktober 1953 in Lausanne) ist eine Schweizer Politikerin und Friedensaktivistin.
Die Mitgründerin und Präsidentin von Geneva Call wurde für ihr Engagement auch in anderen Nichtregierungsorganisationen mehrfach ausgezeichnet.

## Leben und politische Betätigung
Elisabeth Decrey wuchs in Haute-Nendaz auf. Die Skilehrerin und gelernte Physiotherapeutin ist sechsfache Mutter, mit eigenen und adoptierten Kindern, seit 2007 verheiratet mit dem amerikanischen Politologen Daniel Warner. 
Decrey Warner war zwölf Jahre für die Sozialdemokratische Partei der Schweiz Abgeordnete im Genfer Kantonsparlament und zum Abschluss dieser Periode 2000/2001 dessen Präsidentin.
In ihrem humanitären Engagement kümmert sie sich besonders um Themen wie Flüchtlinge, Folter und Landminen. Sie ist unter anderem Mitglied beim Geneva Centre for the Democratic Control of Armed Forces, dem Genfer Internationalen Zentrum für Humanitäre Minenräumung und bei Frauen für den Frieden.
Mehrfach wurde Decrey Warner für ihren Einsatz ausgezeichnet. Sie wurde im Rahmen des Projekts 1000 Frauen für den Friedensnobelpreis 2005 für den Friedensnobelpreis nominiert. 2006 erhielt sie den Preis der Internationalen Gesellschaft für Menschenrechte. 2012 wurde ihr der Hessische Friedenspreis zuerkannt. 2013 wurde sie zum Chevalier der Ehrenlegion ernannt.